# Торговці космосом

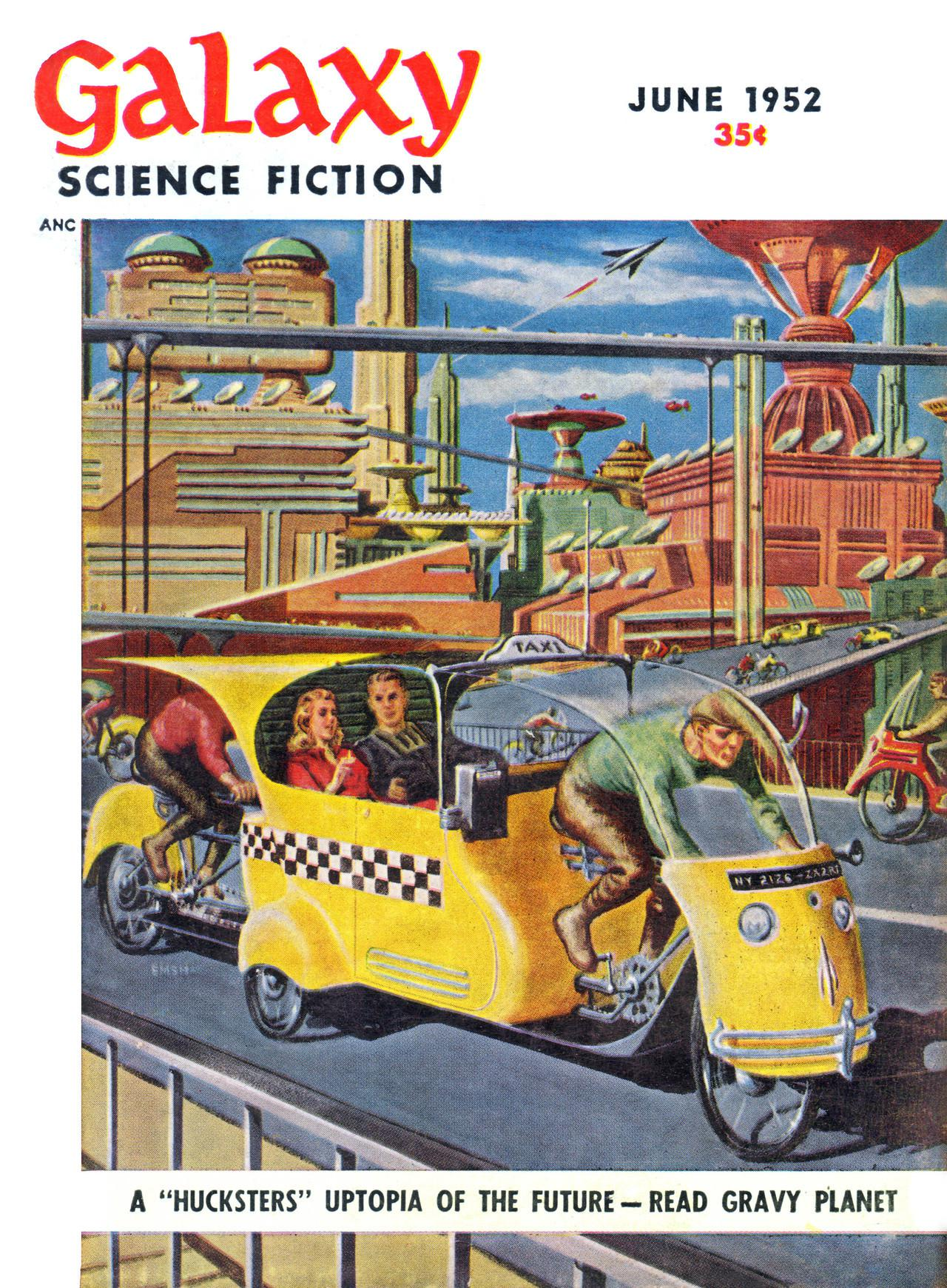
Перша частина «Gravy Planet» була розміщена на обкладинці випуску Galaxy Science Fiction за червень 1952 року.

«Торговці космосом» (англ. The Space Merchants) — науково-фантастичний роман американських письменників Фредеріка Пола та Сіріла Корнбласа 1952 року. Спочатку опублікований у журналі Galaxy Science Fiction як серія під назвою «Gravy Planet», роман вперше був опублікований окремою книгою у 1953 році, і відтоді він активно продається. У ньому сатирично йдеться про гіперрозвинене споживацтво очима керівника реклами. 1984 року Пол опублікував продовження «Купецька війна». 2012 року він був включений до омнібусу Американської наукової фантастики: Чотири класичні романи 1953—1956 Бібліотеки Америки. Пол переглянув оригінальний роман у 2011 році, додавши матеріал і більше сучасних посилань.

## Сюжет
У надзвичайно перенаселеному світі підприємства зайняли місце урядів і тепер мають політичну владу. Держави існують лише для того, щоб забезпечити виживання величезних транснаціональних корпорацій. Функції поліції були приватизовані. Реклама стала надзвичайно агресивною та безумовно найвисокооплачуванішою професією. За допомогою реклами громадськість постійно вводять в оману, вважаючи, що якість життя покращується завдяки всім продуктам, розміщеним на ринку. Деякі продукти містять речовини, які викликають залежність у споживачів. Проте найосновніші елементи життя неймовірно дефіцитні, включаючи воду та паливо. Особистий транспорт може мати педальний привод, а їзда на рикші вважається розкішшю. Планету Венеру щойно відвідали та визнали придатною для поселення людьми, незважаючи на її непривітну поверхню та клімат; колоністам доведеться терпіти суворий клімат протягом багатьох поколінь, поки планету не вдасться тераформувати.
Головний герой Мітч Куртене — копірайтер зоряного класу в рекламному агентстві Fowler Schocken, якому доручили розробити рекламну кампанію, що мала б привабити колоністів на Венеру. Але реальних фактів набагато більше, ніж він знає. Незабаром його діяльність стає історією, сповненою таємниць та інтриг, в якій багато персонажів не є тими, ким вони здаються, а лояльність і погляди Мітча кардинально змінюються протягом оповіді. Одна з небезпек, з якою він стикається, — психопатичний агент його колишньої компанії, викритий у використанні тих самих психологічних прийомів, що застосовуються для визначення мішеней для реклами.
Також на нього та його боса полює банда психопатів найнята конуруючим рекламним агентством Taunton.
Мітч їде на курорт в Антарктиду, але губиться надворі в заметілі. Він приходить до тями і дізнається, що його перетворили на звичайного робітника-шанхайця. Його ідентифікаційний номер, витатуйований на руці, був змінений, тому він не може відновити свою колишню особистість. Однак його навички залишаються недоторканими. Він стає спеціалістом з пропаганди для групи революціонерів (Всесвітньої асоціації захисників природи, відомої як Консерватори (англ. Consies)), у процесі чого навертається до справи тих, ким він колись маніпулював як простим споживачем. Зрештою, він стикається з тими, хто вкрав його життя, які не обов'язково є його ворогами, і з тими, хто залишився в його минулому житті, які не обов'язково є його друзями.

## Видання та прийом

### Витоки
Під час служби у військово-повітряних силах армії США під час Другої світової війни Пол був направлений у Сторнару, на південному сході Італії, як синоптик. Невдовзі після того, як в 1944 році він дізнався про смерть своєї матері, він відчув тугу за домом і вирішив почати писати роман про Нью-Йорк. Він вирішив писати про рекламну індустрію, вважаючи, що це найцікавіша тема в місті, і терпляче написав «довгий, складний і дуже поганий роман» під назвою «Для деяких ми любили».
Після закінчення війни, на початку 1946 року, він перечитав рукопис і вирішив, що його основним недоліком було те, що він написав його, незважаючи на те, що нічого не знав про рекламу. Перш ніж переписати його, він подав заявку на роботу в рекламі, щоб отримати певний досвід, і 1 квітня 1946 року приєднався до невеликої агенції Madison Avenue як їхній головний копірайтер. Пізніше він перейшов до Popular Science, виявивши, що робота йому настільки подобається, що він втратив уявлення про те, чому він спочатку взявся за цю роботу.
Кілька років потому Пол повернувся до «Для тих, кого ми кохали». На початку 1950 року він прочитав оригінал рукопису, але виявив, що написане повністю неможливо врятувати; він спалив його і вирішив забути цю ідею. Наступного року він почав писати науково-фантастичний роман під назвою «Осіння кампанія», присвячений рекламі, і до літа набрав двадцять тисяч слів, працюючи у вихідні та вечорами. У цей момент до нього прибув давній друг Пола Сиріл Корнблут, який залишив роботу в Чикаго, щоб працювати фрілансером як письменник-фантаст, і запропонував переглянути рукопис. Трохи пізніше він повернувся, включивши кілька сюжетних пропозицій, зроблених Філіпом Класом, і написав нову середню частину з двадцяти тисяч слів; обидва чоловіки співпрацювали над останньою третьою, і після того, як Пол зробив її остаточну редакцію, роман був завершений.

### Публікація
Горацій Ґолд, редактор Galaxy Science Fiction, прочитав чернетку до того, як Корнблут залучився, і запропонував надрукувати її, коли вона буде завершена, попередньо запланована після «Зруйнованої людини» Альфреда Бестера. Зрештою, з червня по серпень 1952 року в журналі він друкувався як Gravy Planet.
Однак знайти видавця для самого роману було нелегко. Пол пропонував його всім американським видавництвам, які друкували наукову фантастику, але безуспішно. Згодом він зустрів Яна Баллантайна, давнього колегу його дружини, який щойно заснував Ballantine Books і шукав нові книги. Баллантайн погодився опублікувати його — Пол пожартував, що «він був надто недосвідчений, щоб зрозуміти, що це не годиться» — і твір вийшов у травні 1953 року одночасно в м'якій та твердій обкладинках. У книжковому виданні були виключені раніше опубліковані заключні розділи, як повідомляється, додані для журнальної версії на прохання редактора Galaxy HL Gold.
Через двадцять п'ять років після першої публікації, написавши у книзі «Яким було майбутнє», Пол оцінив, що її було продано тиражем у десять мільйонів примірників двадцятьма п'ятьма мовами. Невелика редакція роману Полом у 2011 році містить посилання на деякі комерційні явища в епоху Рейгана-Буша, зокрема Enron та AIG.
У 2012 році його було включено до омнібусу Бібліотеки Америки «Американська наукова фантастика: Чотири класичні романи 1953—1956» за редакцією Ґері К. Вульфа. Омнібус був частиною двотомної збірки наукової фантастики 1950-х років, першого проєкту LOA, який включав великий супутній онлайн-сайт.

### Критика
У своєму дослідженні про піонерів наукової фантастики «Нові карти пекла» (1960) письменник Кінгслі Еміс стверджує, що «Торговці космосом» «потужно претендують на те, щоб бути найкращим науково-фантастичним романом на сьогоднішній день». Він також випереджає свій час, підкреслюючи важливість обмеження зростання населення та збереження природних ресурсів. Під час першої публікації Ґрофф Конклін назвав роман «можливо, найкращою науково-фантастичною сатирою з часів „Дивного нового світу“». Баучер і МакКомас оцінили її як «гіркий, сатиричний, захопливий [і] легко один з головних творів логічної екстраполяції за кілька років…. гостра мелодрама про конфлікт влади і бунт, якій вдається… дослідити весь передбачуваний розвиток [її уявного] суспільства». Рецензент Imagination Марк Рейнсберг описав це як «неймовірно цікаву історію» та «чудову сатиру майбутнього». П. Шайлер Міллер порівняв цей роман із «Прекрасним новим світом», вважаючи, що він «не такий блискучий, але більш послідовно опрацьований і страждає головним чином… від своїх поступок до мелодрами». На з'їзді MidAmeriCon 1976 року в Канзас-Сіті Альфред Бестер назвав роман «одним із двох найкращих науково-фантастичних романів усіх часів».
Він був визнаний 24-м «найкращим романом усіх часів» у опитуванні Locus 1975 року разом із «Марсіанськими хроніками» та «Війною світів». У 2012 році роман було включено до двотомного коробкового набору Американської наукової фантастики: дев'ять класичних романів 1950-х років Бібліотеки Америки під редакцією Ґері К. Вулфа. Роман також увійшов до списку 100 найкращих науково-фантастичних романів Девіда Прінгла.
Як і в багатьох значних творах наукової фантастики, він був лексично винахідливим. Оксфордський словник англійської мови цитує роман як перше зареєстроване джерело для кількох нових слів, зокрема «soyaburger», «moon suit», «tri-di» для «тривимірного об'єкту», «R and D» для «дослідження та розробка», «sucker-trap» для магазину, орієнтованого на довірливих туристів, і одне з перших вживань «muzak» як загального терміна. Його також називають першим випадком «survey» як дієслова, що означає проводити опитування.
«Торговці космосом» також отримали похвалу за дослідження тем, пов'язаних із «прогнозуванням» і впливом надмірного споживання. Критик Майк Райдер (2022) стверджує, що однією з найважливіших тем є «роботизація» виробників і споживачів, яка ставить під сумнів саму природу людства.

### Адаптації
Були продані права на фільм за 50 000 доларів, хоча адаптація так і не була зроблена. Твір був адаптований для радіо CBS Radio Workshop.
За романом у 1984 році вийшло продовження «Купецька війна»; Оскільки Корнблут помер у 1958 році, її написав виключно Пол.